# Vino tinto

Una copa de vino tinto.

El vino tinto es un tipo de vino procedente mayormente de mostos de uvas tintas, con la elaboración pertinente para conseguir la difusión de la materia colorante que contienen los hollejos de la uva. En función del tiempo de envejecimiento que se realice en la barrica y en la botella, pueden obtenerse vinos jóvenes, crianzas, reservas o grandes reservas.
También se le conoce como vino rojo (en inglés red wine).

## Vendimia
Es importante realizar la vendimia en el momento adecuado de maduración de los frutos de la vid. Habitualmente en la recogida se desechan racimos verdes o dañados para que no afecten al sabor del vino resultante.
Los racimos de uva se retiran manualmente de la vid mediante el uso de corquetes o tijeras, o de forma mecanizada en el caso de viñas emparradas en espalderas. En el caso manual suelen depositarse en grandes cestos que, tras llenarse, se vuelcan en tractores, para trasladarlos a la bodega.
Para vinos selectos, la uva se recoge en pequeños cestos y se transporta en estos hasta la bodega, para evitar que la uva se aplaste y comience su fermentación durante el transporte, para que todo el proceso pueda controlarse en la bodega.

## Elaboración
Una vez en la bodega, existen dos métodos de elaboración: el de maceración carbónica, con uva entera y confinada (tradicional de los cosecheros, para su comercio temprano) y otro en el que se elimina el raspón del racimo y se rompe la uva antes de la fermentación por levaduras (utilizado por las empresas bodegueras, para destinarlos a crianza).
La uva no se lava para que las levaduras que se encuentran sobre el fruto ayuden en la fermentación. Sin embargo, es muy importante el cuidado de la higiene previo a su posterior proceso.

### Vinos de año
Para la elaboración de vinos de año, también conocidos como jóvenes o cosecheros, se suele utilizar la maceración carbónica.

#### Maceración carbónica
Se realiza con los racimos enteros sin estrujar y a temperaturas relativamente elevadas. En las uvas enteras, ante la ausencia de oxígeno, se produce una fermentación intracelular mediante fenómenos metabólicos provocados por sus propias enzimas. 
Los hollejos se mantienen junto con el mosto durante los primeros seis días de su fermentación aproximadamente. La fruta respira a la vez que cede gas carbónico. Al encontrarse en un entorno cerrado, este gas vuelve a ser asumido por ella, lo que produce una fermentación sin levaduras. Llega un momento en el que la uva revienta, termina la maceración y sigue entonces la fermentación por levaduras, pero en una medida menor que en la elaboración de «crianzas».
Estos vinos presentan una  graduación alcohólica de unos 12° y un color rojo intenso. Para conseguir estos colores, se limita la producción de los viñedos a menos de 10 toneladas por hectárea. El resultado son vinos frescos, con aromas a fruta y que solo mantienen sus propiedades durante unos dos o tres años.

### Vino tinto crianza, reserva o gran reserva

#### Derrasponado o despalillado
Para la primera fermentación de los vinos de crianza se separa el raspón (parte leñosa del racimo) de la uva, mediante una máquina llamada despalilladora o en algunos casos a mano. Esto se realiza para que durante la maceración no se transmitan sabores herbáceos y amargos al mosto.

#### Estrujado
Para que la uva se abra y libere más fácilmente su jugo, se rompe el hollejo o piel. Esta operación se realiza mediante máquinas llamadas estrujadoras o pisadoras, o atropechados.

#### Fermentación alcohólica - maceración
Las uvas enteras (hollejo, pulpa y pepitas) se vuelcan en grandes depósitos de madera o acero inoxidable, donde el mosto va fermentando debido a las levaduras y se transforman los azúcares en alcohol etílico y otros elementos, además de desprenderse anhídrido carbónico. A su vez, al encontrarse el mosto en contacto con las partes sólidas de la uva, va extrayendo de éstas el color de los denominados antocianos, taninos, etc.
El gas carbónico resultante empuja los hollejos hacia arriba, y se forma en la parte superior una capa llamada sombrero, que se debe ir remojando para que continúe la extracción de color y otros elementos. Para ello se realiza el remontado, que consiste en extraer líquido de la parte inferior del depósito mediante una manguera e introducirlo por la parte superior. Además, para que el sombrero no se haga excesivamente compacto, debe ser removido cada cierto tiempo. A esto último se le llama bazuqueo.
En función del tipo de vino que se quiera realizar, se dejará realizando este proceso más o menos tiempo, habitualmente entre ocho y doce días a una temperatura de entre 26 y 29 °C. Tras este se procede al descube, que consiste en trasegar únicamente el líquido a otro depósito.
Es usual el uso de anhídrido sulfuroso antes de iniciar la fermentación, para anular oxidasas (enzimas que deterioran el color del vino y que se encuentran en las uvas, sobre todo si estas tienen mohos) y retirar las levaduras salvajes. Este compuesto químico ayuda también a detener la fermentación sin aumentar la graduación alcohólica, lo cual puede resultar en hacer vinos más o menos dulces dado que poseen azúcares residuales.

##### Prensado
Tras el descube, la parte sólida que queda en los depósitos queda impregnada de mosto. Para extraerlo, se utilizan prensas que aprietan estas masas hasta casi secarlas. El líquido resultante, denominado vino de prensa, es mucho más rico en color y taninos y no se mezcla con el anterior.
La pasta seca que queda al final del prensado no se desperdicia y suele emplearse para realizar orujos, tratamientos en spas o para la fabricación de cosméticos.

#### Fermentación maloláctica
Tras la primera fermentación, el mosto (únicamente) realiza otra fermentación en la que bacterias transforman el ácido málico en ácido láctico. Este es mucho más suave y agradable que el anterior, por lo que el vino gana en finura.

#### Trasiego
En los vinos nuevos se produce una clarificación espontánea, y "las madres" (lías, fangos) se depositan en el fondo de las cubas. Es aconsejable que estos sedimentos no estén mucho tiempo junto al vino para ir disminuyendo la turbidez. Por esta razón se trasiega con frecuencia el vino a cubas limpias. Este proceso airea el vino, y esto es conveniente al principio, para ayudar al buen acabado de la fermentación y la estabilización del vino, y permite la evaporación de sustancias volátiles resultantes de la fermentación y de gas carbónico.
Las cubas suelen disminuir un poco su nivel, debido a la evaporación o la absorción por parte de la madera, y se rellenan con vino para evitar que la capa superficial entre en contacto con el aire, con lo que se corre el riesgo de picado acético.
El trasiego también se usa para la homogeneización de vinos entre diferente cubas, para conseguir uniformidad.
En la limpieza de las cubas se utiliza anhídrido sulfuroso, generalmente quemando una pastilla de azufre de 5 g, para evitar bacterias de avinagrado y mohos.

#### Clarificación
Aunque en la trasiega muchos elementos en suspensión son retirados del vino, otros más ligeros no llegan a decantar por sí solos. Para ello se agregan al vino sustancias coloides de origen vegetal o animal. Antiguamente se realizaba con sangre de animales o claras de huevo. Actualmente suele realizarse con gelatinas. Estas sustancias arrastran hacia el fondo impurezas en suspensión del vino.
Este paso en ocasiones va seguido de un filtrado, que consiste en pasar el vino por un elemento poroso para retirar las partículas en suspensión resistentes a la clarificación. Con esto se evitan posos en la botella.

#### Crianza
Tras finalizar las dos fermentaciones, el vino se almacena en barricas de roble que aportarán sabores y olores al vino, según el tipo (francés, americano, etcétera) y el nivel de tostado que se le haya dado a la madera. En ellas se sucederán una serie de procesos físico–químicos que irán "envejeciendo" el vino, estabilizando su color y enriqueciendo sus aromas.
Las cubas suelen almacenarse apiladas en cavas subterráneas o almacenes frescos.
En ocasiones, durante la crianza o el embotellado se usa anhídrido sulfuroso para evitar bacterias de avinagrado. Este último compuesto detiene la fermentación y evita que los azúcares remanentes se conviertan en alcohol, lo cual produce un vino dulce (caso contrario si todos los azúcares se convirten en alcohol resultará un vino seco).

### Embotellado
El encorchado dispersa aire en el vino, y provoca un deterioro de este al transformar los hierros que contiene, hasta que, transcurrido un tiempo, el oxígeno es asumido por el vino, y en unos meses se encuentra estabilizado de nuevo.

## Consideraciones
Para un buen mantenimiento del color del vino, la uva origen tiene que disponer de un buen grado de maduración, para que sus niveles de antocianos (pigmentación roja) y de taninos sean adecuados, de forma que los últimos ayuden a conservar los primeros para que el vino no se decolore con el tiempo.
Los principales ácidos orgánicos de la uva son tres: tartárico, málico y cítrico. Este último desaparece durante la fermentación alcohólica. El ácido málico se transforma en ácido láctico durante la segunda fermentación. El ácido tartárico es el más estable y será el principal componente ácido del vino.

## Clasificación de los vinos tintos según envejecimiento
Según el tiempo de envejecimiento de los vinos en la barrica y en la botella, los vinos tintos se clasifican en:
- Joven o de año: no ha pasado ningún tiempo en la barrica o no el suficiente para ser considerado crianza.
- Crianza: ha pasado entre seis y doce meses en la barrica (según lo marcado por las diversas denominaciones de origen), y permanece reposando en la botella hasta cumplir dos años tras su elaboración, antes de poder ser comercializado.
- Reserva: como mínimo un año en la barrica y reposo en la botella hasta haber transcurrido tres años desde su elaboración.
- Gran reserva: al menos dieciocho meses en la barrica y el resto en la botella, y puede comercializarse tras el sexto año. A esta etapa solo llegan las cosechas excepcionales.

## Aspectos culinarios
El vino tinto se bebe ya sea solo para degustar o para acompañar embutidos, carnes, aves, quesos. Existen diferentes tipos de vinos tintos, más o menos fragantes, especiados, dulces, con un sabor más o menos fuerte, que conviene adaptar a la comida. Un vino de sabor más fuerte suele servirse, por ejemplo, con caza (que también tiene un sabor fuerte).

### Acompañamiento

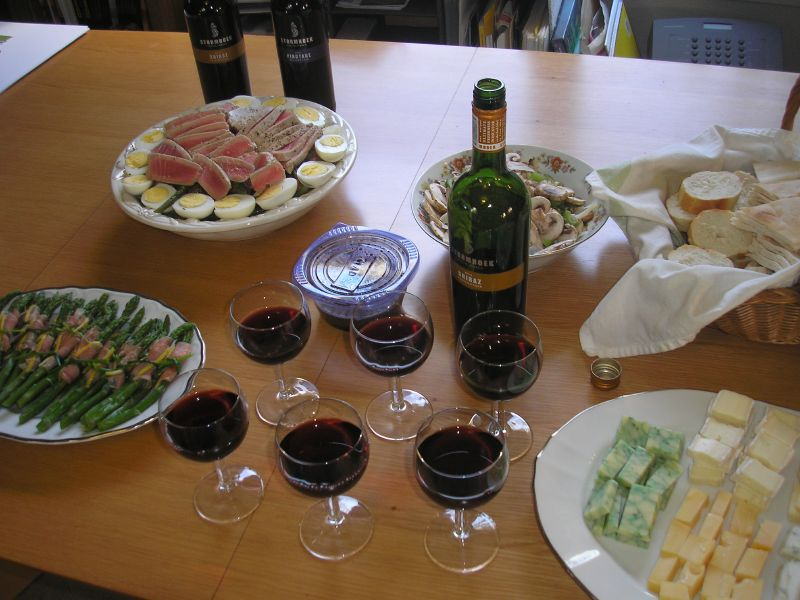
Comida y vino tinto.

Tradicionalmente, los vinos tintos combinan bastante bien con carnes y determinados quesos, pero también con muchos otros tipos de platos. De hecho, es importante entender que esta familia define un color, pero que, dependiendo de las variedades de uva que la componen, la paleta gustativa será sumamente variada. Además, las posibles combinaciones vino/plato diferirán de un individuo a otro en función de su cultura y gustos. Por lo tanto, es perfectamente posible acompañar un vino elaborado exclusivamente con moscatel rojo con una tarta de chocolate o incluso un chianti con una pizza. Incluso en el caso del pescado, tradicionalmente acompañado con vino blanco, parece que, poco a poco, la proporción va cambiando a favor de los vinos tintos ligeros.

### Vino tinto como parte integral de un plato
El vino tinto se puede utilizar en la creación de muchos platos, ya sea de entrantes, platos principales o incluso postres. Se puede utilizar frío, a temperatura ambiente o incluso caliente.
Un vino tinto que pueda utilizarse en la cocina, ya sea para adobos o para salsas, debe primero tener cuerpo y no presentar un sabor terroso pronunciado. El calor de la cocción pone a prueba la finura de un vino, de nada sirve elegir un vino señorial. Una salsa puede quedar perfecta con un simple vino corriente.

## Producto derivado: vinagre de vino tinto
Vinagre de vino tinto es el producto de la fermentación ácida (o acética) que sufre el vino tinto. Este líquido contiene ácido acético, obtenido mediante la oxidación del etanol, el alcohol contenido en el vino. Si el vinagre de vino blanco tiene un color amarillento, el vinagre de vino tinto permanece rojo. Además del ácido acético, el vinagre conserva todos los principios fijos y sales que existían en los vinos.
En Francia, a principios del siglo XX, para compensar una sobreproducción de vino, se decretó que los vinagres debían tener una graduación alcohólica superior a 6°, excepto en Alsacia. Hace unos años, esta obligación fue eliminada. Por ello, los vinagres agridulces, que eran muy comunes, estuvieron prohibidos durante mucho tiempo. El vinagre de vino contiene acetilmetilcarbinol (acetoína) (CH3-CO-CHOH-CH3), que se forma durante la fermentación alcohólica. Está presente en los vinos en dosis medias de 10 mg/l y que varían de 2 a 18 mg/l. De hecho, procede de la oxidación enzimática del butan-2,3-diol.
Antiguamente el vinagre se utilizaba por sus propiedades antisépticas o en la fabricación de “vinagres medicinales” y “vinagres destilados aromáticos”. Cuenta la leyenda que Antoine Maille, antepasado del fundador de la marca del mismo nombre, detuvo la gran peste de 1720 en Marsella con su “vinagre de los cuatro ladrones”, elaborado a partir de vinagre de vino.

## El vino tinto en el arte

### Pintura
El vino tinto, ya sea servido, en garrafa, en vaso o en una fuente, es un tema importante en el arte.
Las pinturas de Baco/Dioniso suelen tener vino blanco o tinto o elementos que lo componen y acciones que sugieren su presencia. El color del vino variará según los artistas y las épocas de creación de la obra.
Como todos los demás vinos, su uso en el arte es un medio para expresar la fiesta, la celebración.
También se utiliza como símbolo de la borrachera, especialmente hoy en día cuando se asocia con la barra de un bar y colores de cara algo enrojecidos. Diego Velázquez ya en 1629 había pintado el cuadro con el nombre  Los borrachos (El triunfo de Baco) donde el vino tinto estaba presente.
También es posible encontrarlos en bodegones, generalmente en garrafa o vaso, especialmente cuando contiene caza. Sin embargo, el vino blanco o ligeramente rosado parece tener ventaja para ello gracias al efecto de transparencia que aporta.

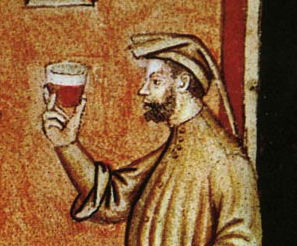
Taccuino Sanitatis, manuscrito del siglo XIV, Biblioteca Casanatense, Roma.
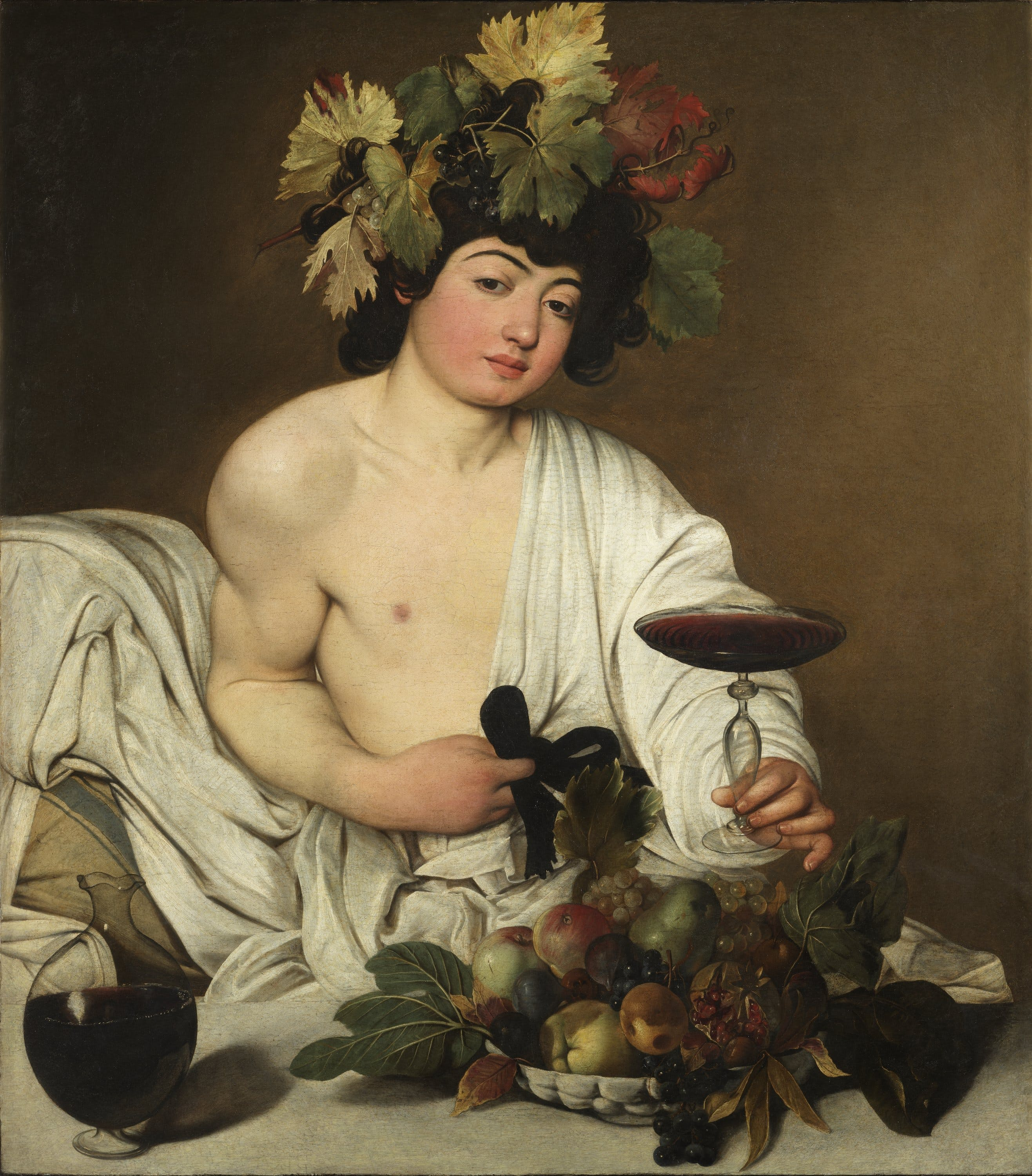
Caravaggio (1593) Baco, Galería de los Uffizi, Florencia.
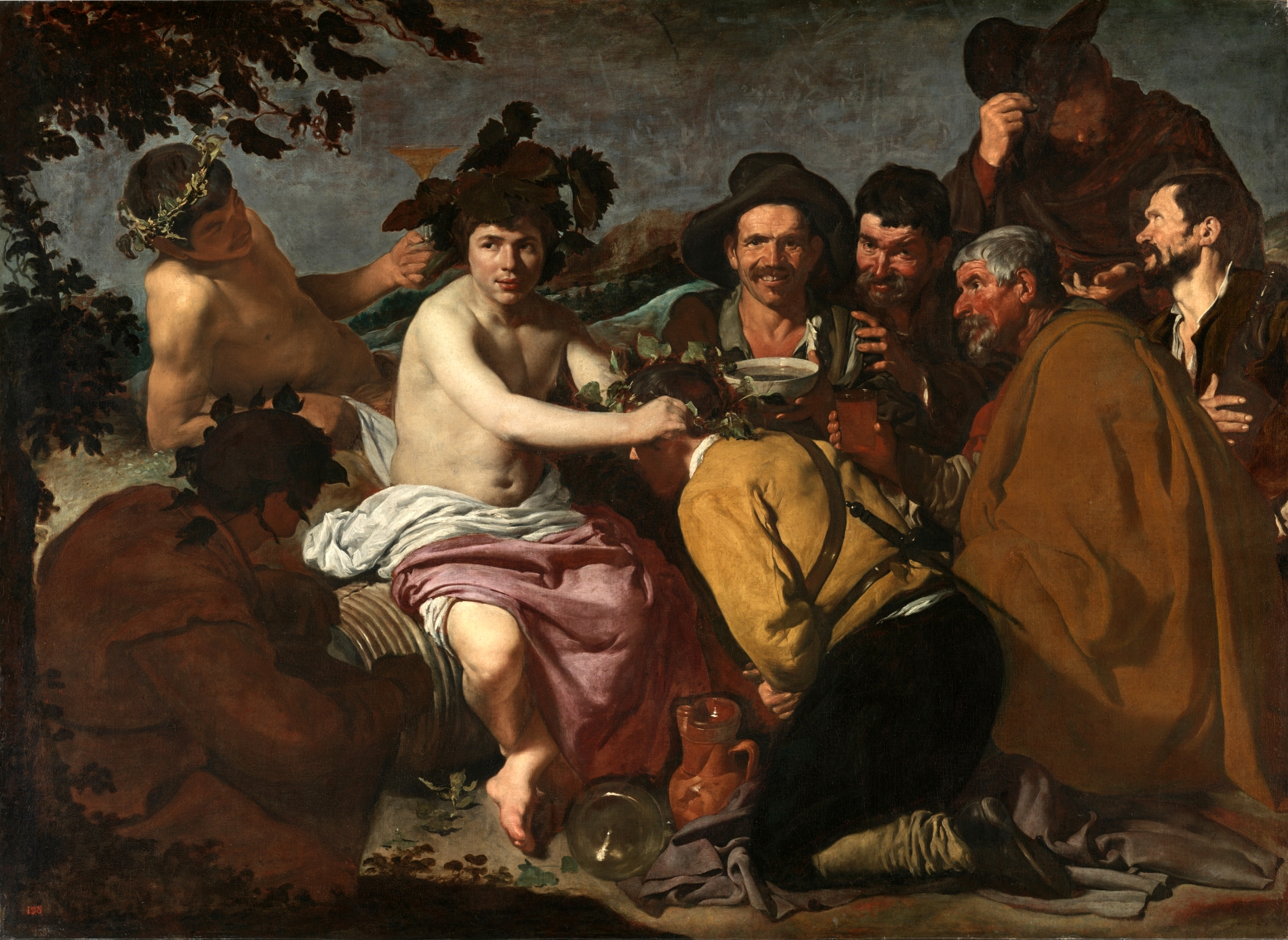
Diego Velázquez (1629) Los borrachos, Museo del Prado, Madrid.
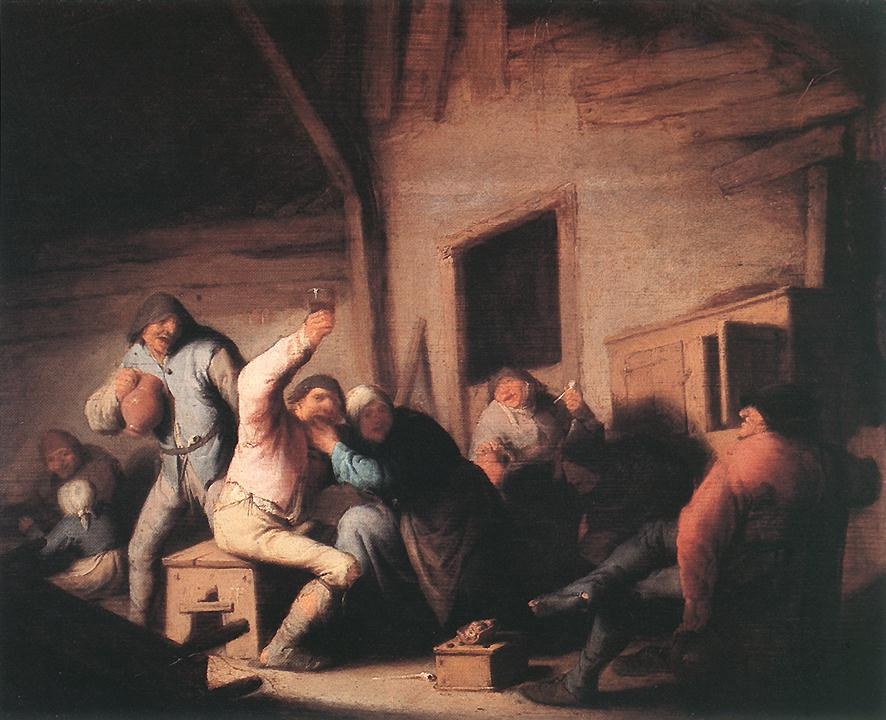
Adriaen van Ostade (hacia 1635), Campesinos en la taberna.

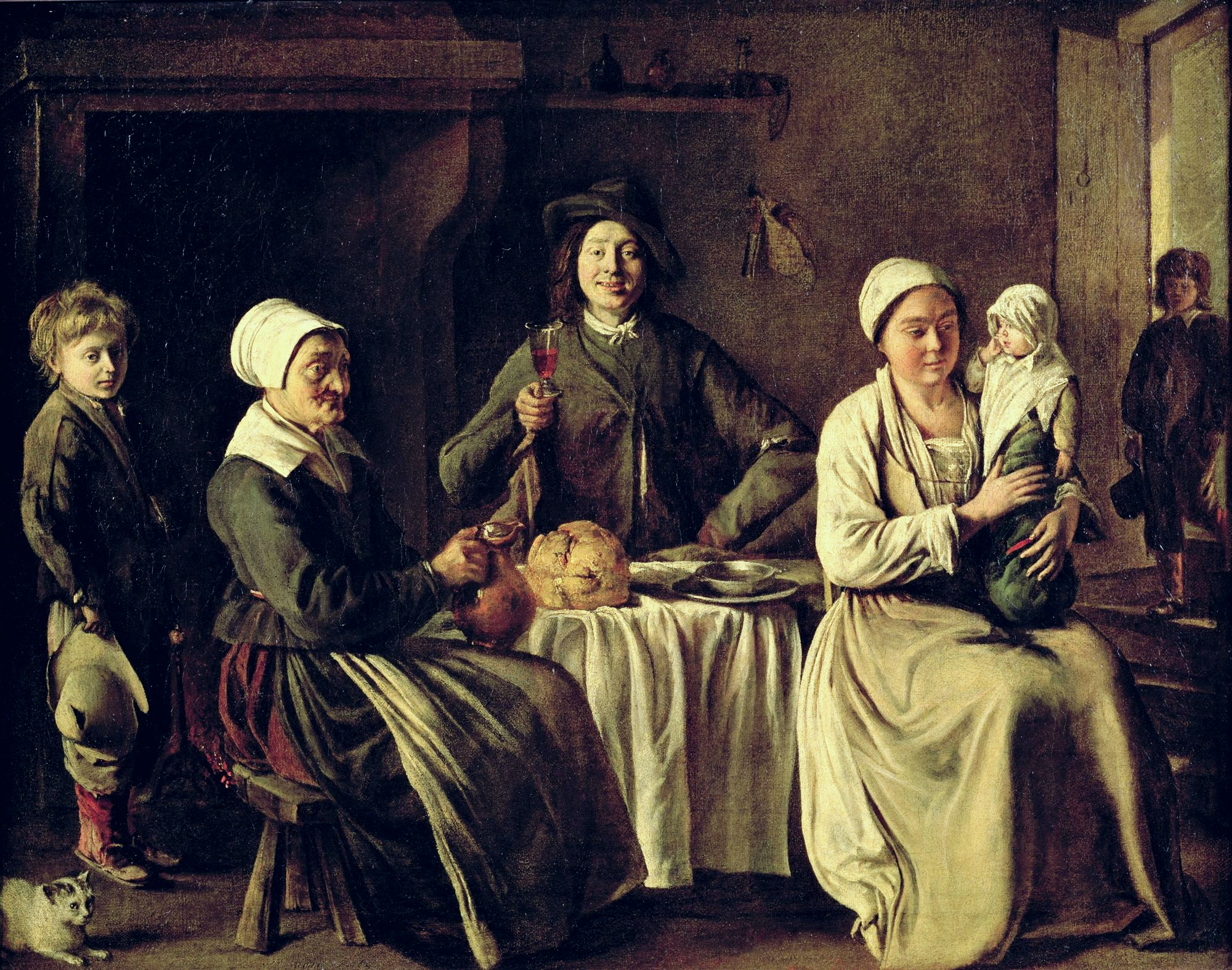
Louis Le Nain (1642) Una familia feliz Museo del Louvre.
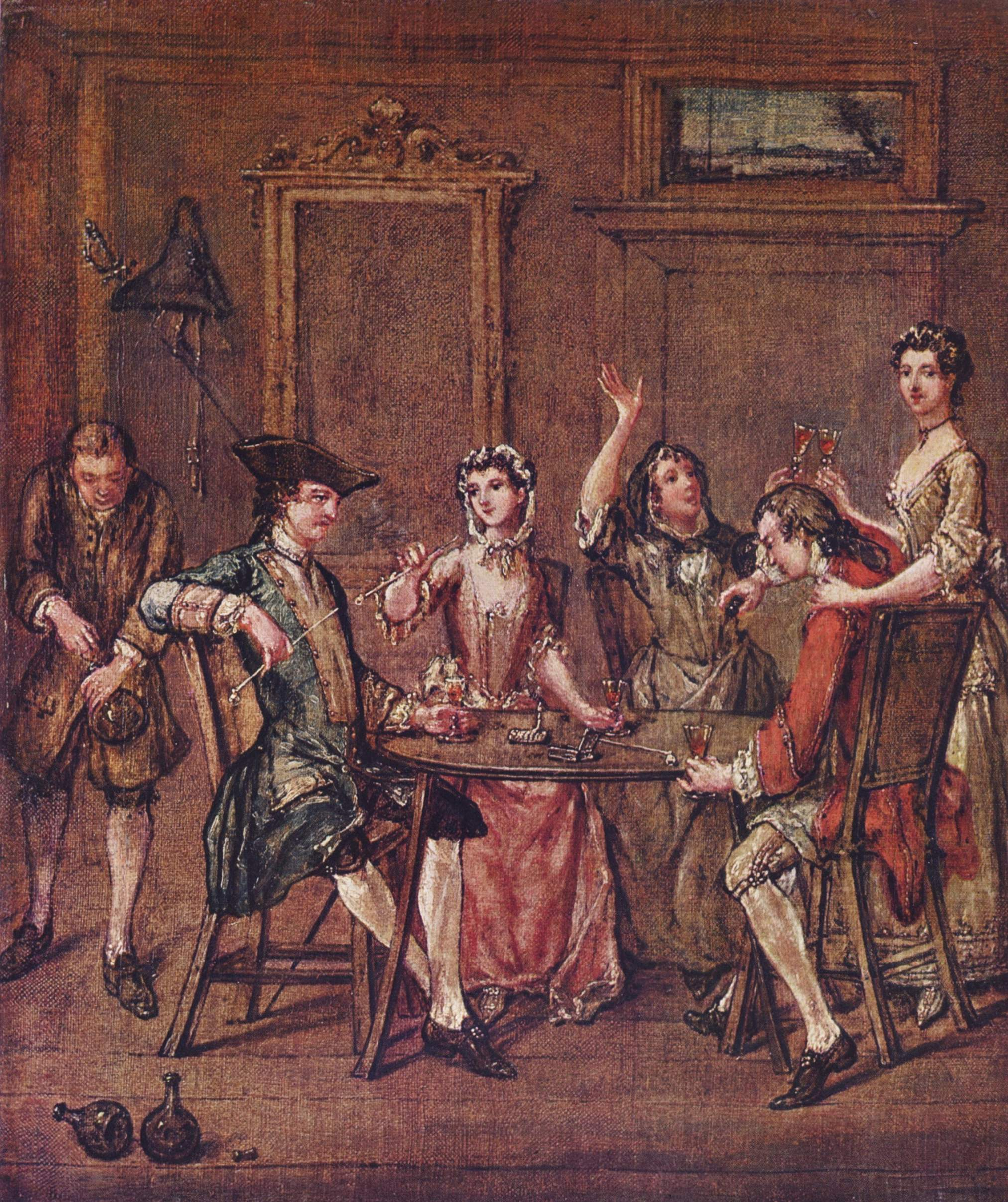
Marcellus Laroon (1679-1774) The Port Tasting, Tate Gallery de Londres.
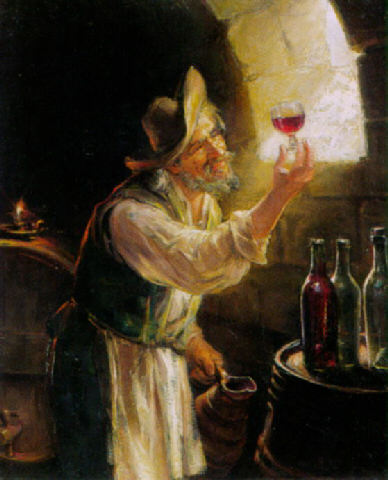
Joseph-Noël Sylvestre (1847-1926) Un buen golpe.
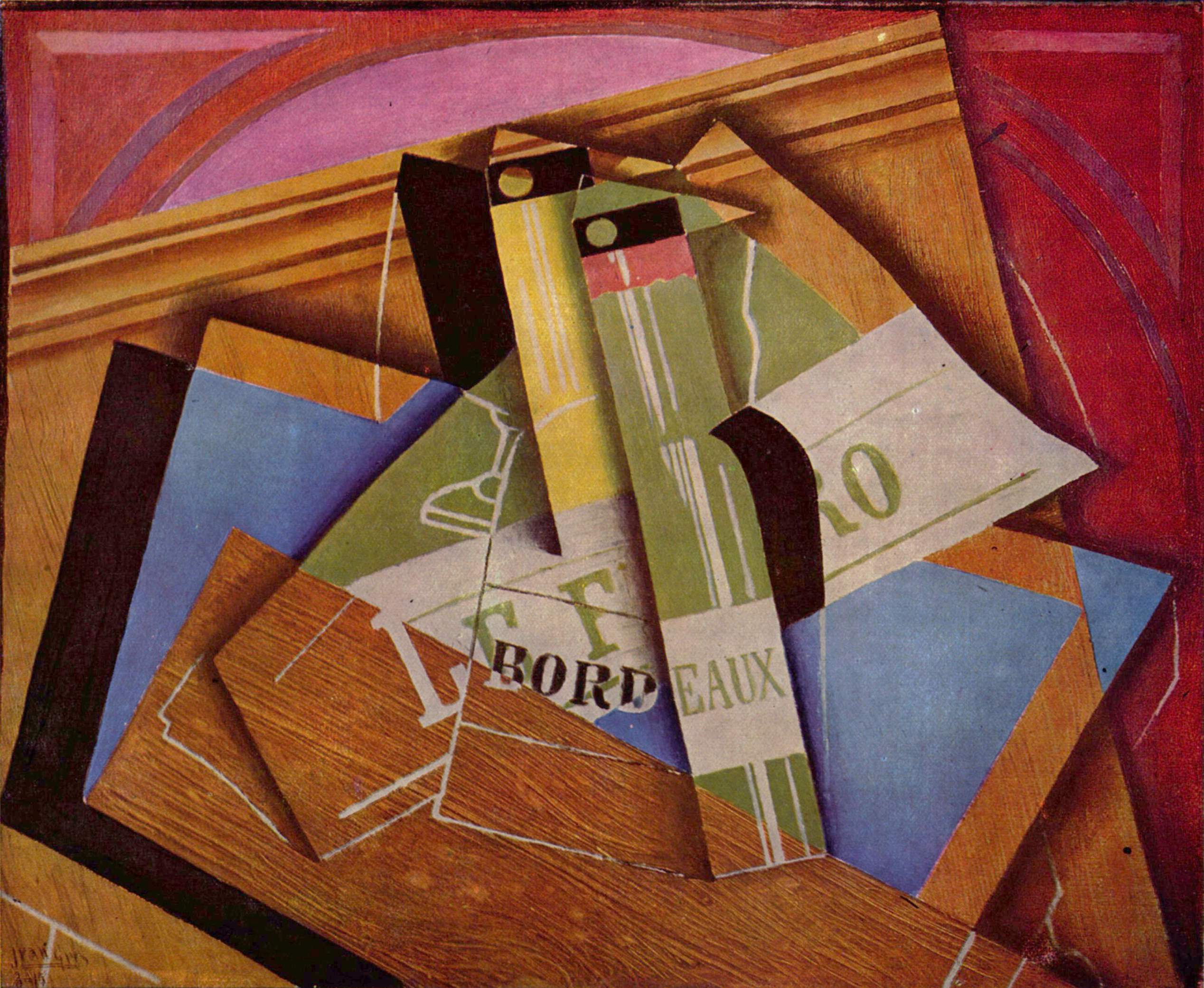
Juan Gris (1919), Naturaleza muerta con botella de vino de Burdeos.

### Literatura
Hay miles de citas de autores, poetas y filósofos sobre el vino en general, aunque menos sobre el color del vino. Muy a menudo, el vino tinto se utiliza como símbolo de alegría, placer, fraternidad y, por supuesto, embriaguez. La propia Biblia, que menciona el vino cuatrocientas cuarenta y tres veces, sólo hace referencia a su color en el libro de Proverbios (XXXIII, 32). En este pasaje:

“Debe llenar las copas que tiñe de rubí y ingiere con voluptuosidad"

Virgilio, en sus Bucólicas, Égloga IV, canta sobre el vino tinto de Kíos, uno de los grandes vinos de la Antigüedad, que, gracias a Baco, alegra el corazón y el cuerpo.
En sus Diálogos y Entrevistas Filosóficas, Voltaire habla de las pintas de vino tinto que el hermano Rigolet logró obtener del Emperador de China. El hermano Rigolet le pide vino tinto al emperador, pero luego le pregunta por qué vino tinto en lugar de blanco (que, según él, es mejor para el almuerzo). Rigolet entonces responde que quiere convertir el vino en sangre, lo que divierte al emperador quien accede a jugar el juego. Luego el hermano le cuenta toda una historia sobre Dios y pronuncia unas palabras en latín para finalmente poder tomarse la botella.

### Fotografía

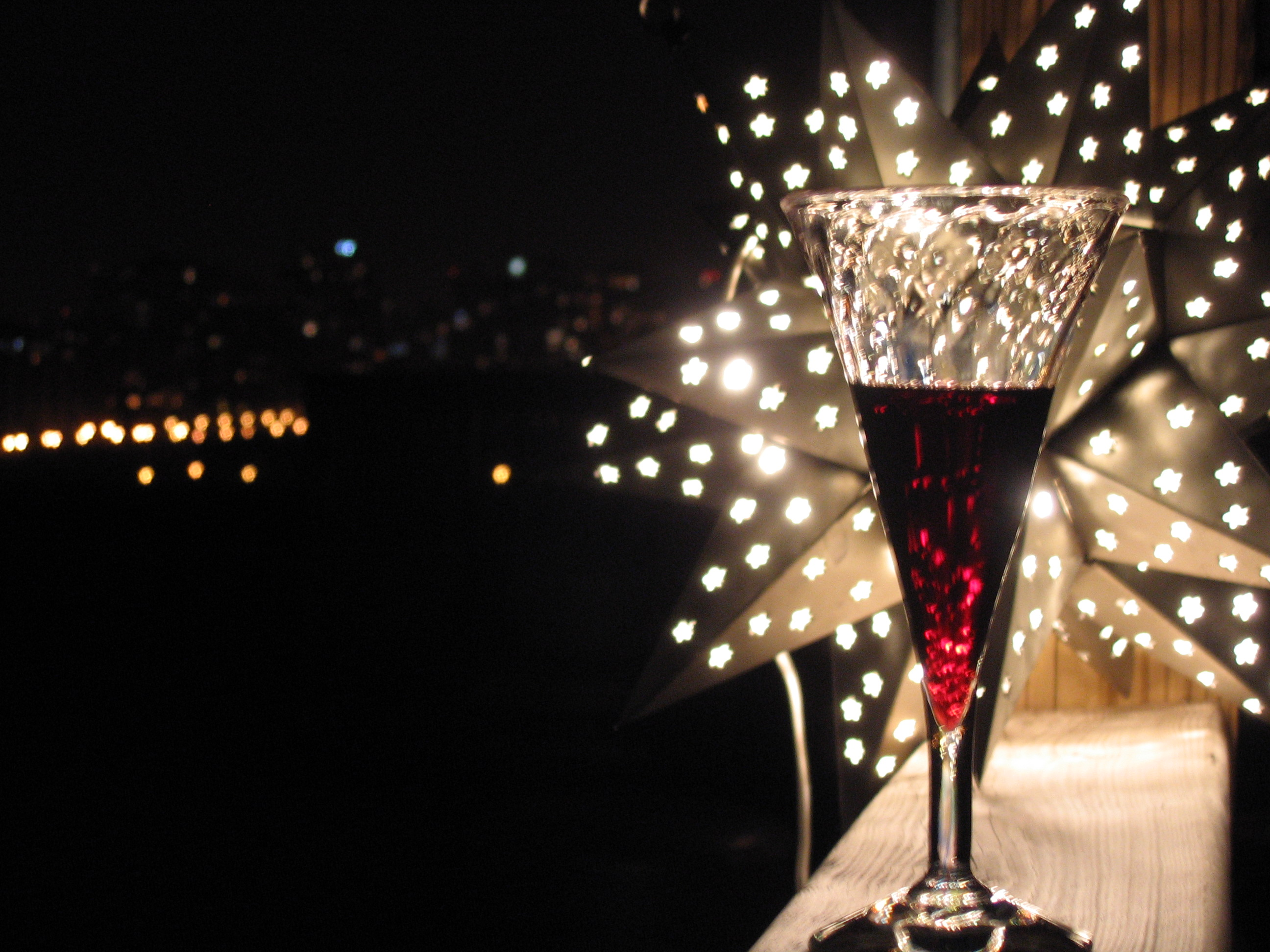
Estrellas y vaso.
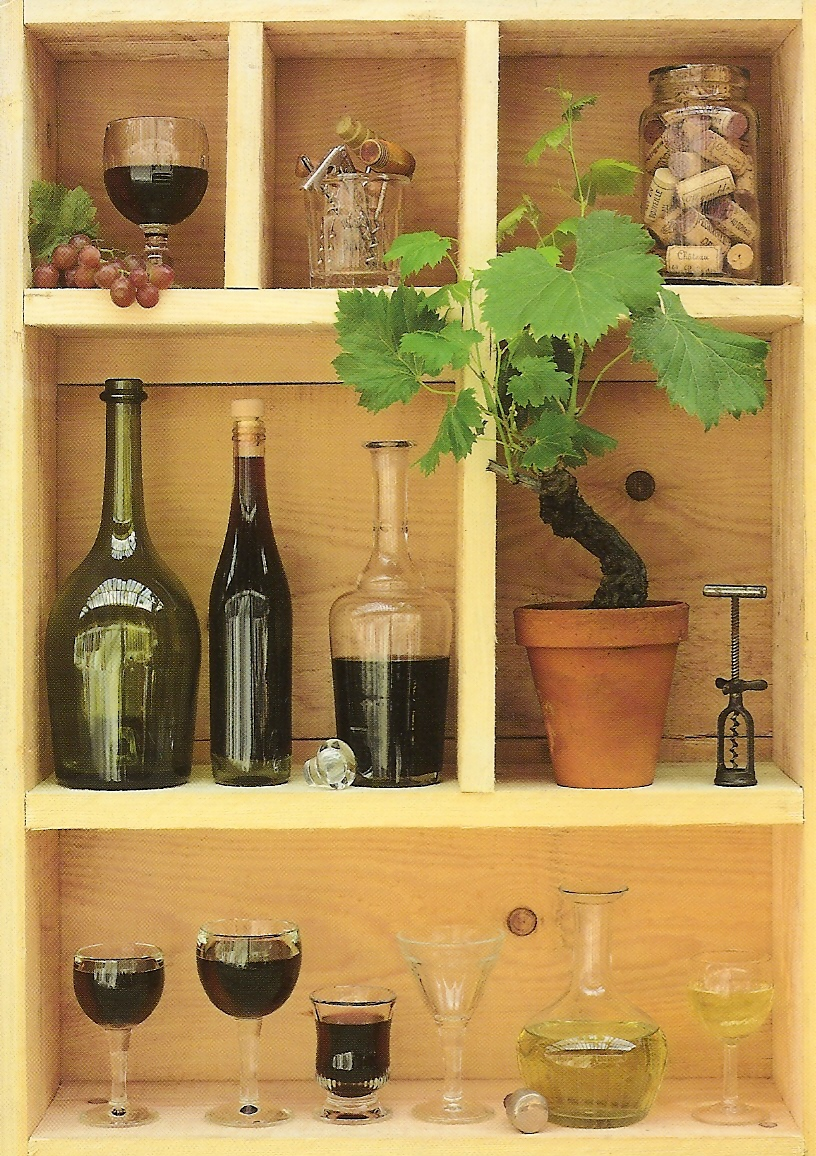
Composición en torno al vino.
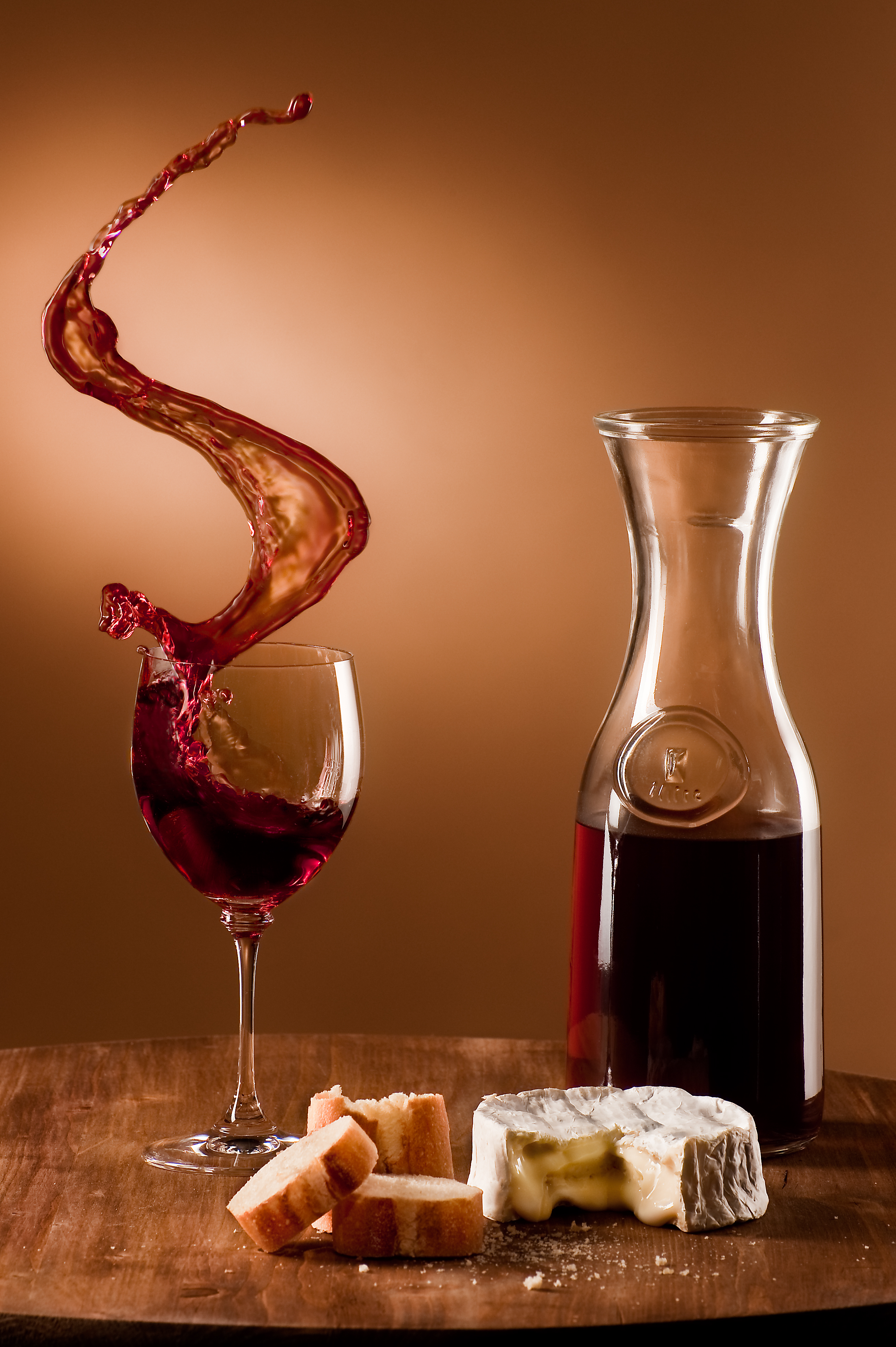
Composición en torno al vino.
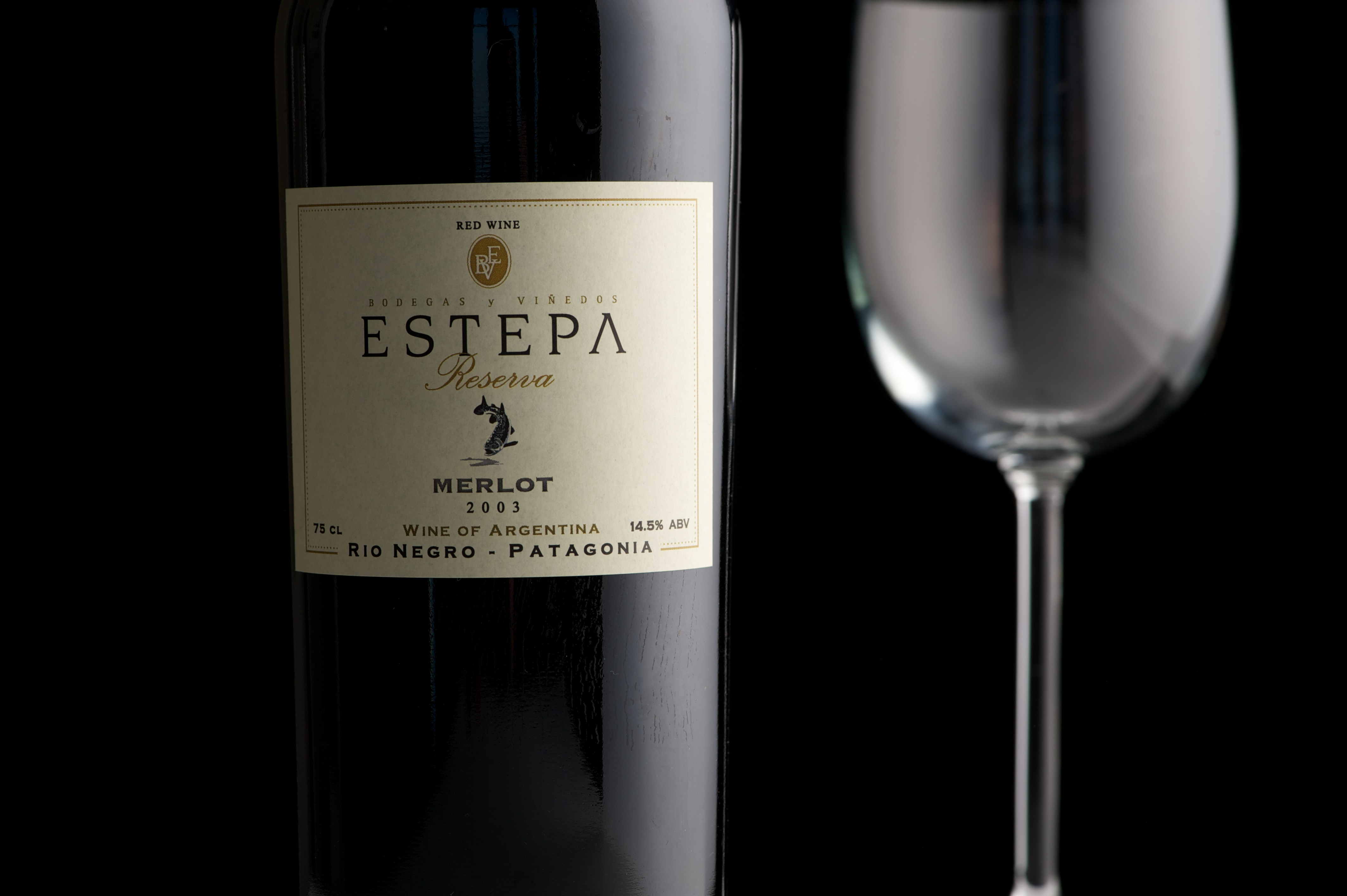
Merlot de Río Negro, Patagonia.

### Cine
Muchas películas transcurren entre viñedos, con una acción que gira en torno a la elaboración de un vino tinto. A menudo traducen un arte de vivir o un saber hacer, por ejemplo en la película Un gran año de Ridley Scott, donde Max, un comerciante inglés, recibe en herencia una finca vinícola tras la muerte de su tío y luego regresa al Luberon. “Bajo el sol, en el corazón del dulce estilo de vida provenzal, Max investigará y descubrirá que la vida debe saborearse como un gran vino".
Otras películas tienen “vino tinto” en su título, como Noche de vino tinto del director portugués José María Nunes o incluso una copa o una botella de vino tinto en su cartel, como La soup aux choux de Jean Girault donde se ve a Jean Carmet con una botella de vino tinto en la mano.
Más recientemente, un cortometraje inspirado en Romeo y Julieta confiere al vino tinto el papel protagonista en Du Rouge à l’âme.